# Вінілова підлога
Віні́лова підло́га — багатошарове покриття на основі полімеру.
Існує два типи вінілових покриттів для підлоги:
- в рулонах
- вінілова плитка (планки)

Верхній шар є прозорим. Він захищає покриття від механічних і хімічних пошкоджень, а також від дії ультрафіолетових променів. До його складу можуть входити: керамічні крихти або оксид алюмінію.
Під прозорим шаром розташований шар, на який нанесений малюнок, що імітує натуральне дерево, плитку, пробку або камінь. Для нанесення малюнка на вініл використовується геліогравюра або трафаретний друк, що дозволяє забезпечити якість малюнка, його чіткість і однорідність.
Установка підлоги здійснюється шляхом приклеюванням до основи за допомогою спеціального клею. Існують вінілові покриття у вигляді планок, що кріпляться одна до одної за допомогою клейової стрічки, а не до основи. Також, є покриття, які кріпляться між собою за допомогою механічних замків, на зразок ламінату.
Вінілова підлога не боїться впливу вологи, піску, її складно пошкодити. Вінілова підлога невибаглива в обслуговуванні. Достатньо періодично робити вологе прибирання.